# County Carlow
County Carlow (irsk: Contae Cheatharlach) er et county i Republikken Irland, hvor det ligger i provinsen Leinster.
County Carlow omfatter et areal på 896 km² med en samlet befolkning på 50.471 (2006).
Det administrative county-center ligger i byen Carlow.
- Wikimedia Commons har flere filer relateret til County Carlow

52°40′00″N 6°50′00″V / 52.666666666667°N 6.8333333333333°V